# Erich Bethe (Stifter)

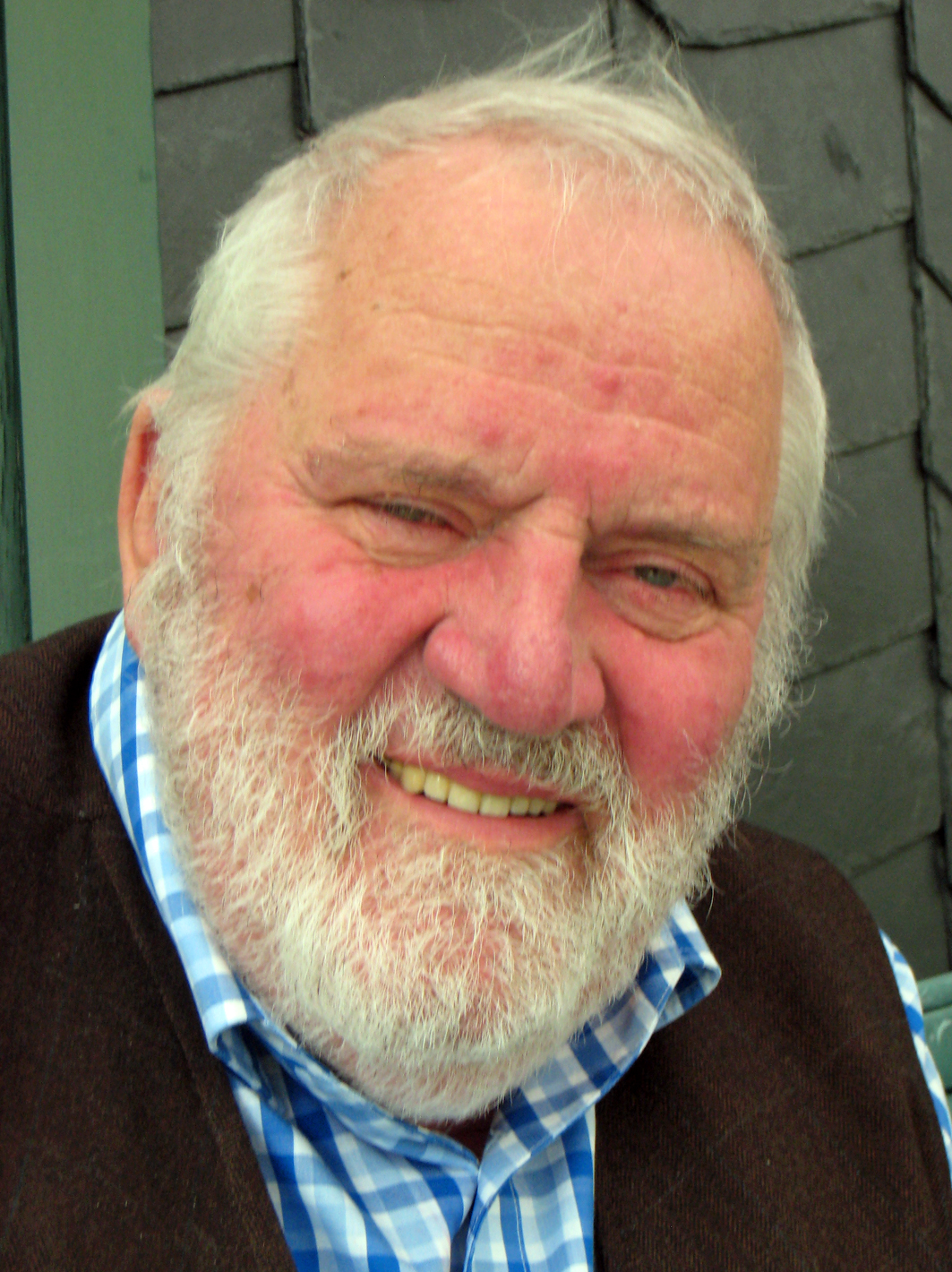
Erich Bethe, 2016

Erich Bethe (* 2. Mai 1940 in Wien) ist ein deutscher Industriekaufmann,  Unternehmer und Mäzen. Zusammen mit seiner Frau Roswitha Bethe gründete er 1996 die Bethe-Stiftung. Das Ehepaar Bethe hat zwei erwachsene Kinder.

## Bethe-Stiftung
Die Bethe-Stiftung ist eine gemeinnützige Stiftung, die sich schwerpunktmäßig mit der Förderung von Kinderhospizen und Einrichtungen im Bereich Kindesmissbrauch befasst. In Einzelfällen können auch sonstige Einrichtungen mit besonderem kulturellem oder lokalem Hintergrund gefördert werden. Das Stiftungsvermögen beträgt derzeit etwa 10 Millionen Euro. Die Eheleute Bethe wollen mit ihrer Stiftung einen Beitrag leisten, damit die Gesellschaft humaner und toleranter werden möge. Sie führen die Geschäfte der Stiftung selbst. Alle Förderentscheidungen trifft Erich Bethe persönlich. Nachfolgend werden einige Förderschwerpunkte mit Beispielen aufgeführt:

### Kinderhospize
Viele Familien sind zu Hause mit der Pflege von schwer kranken Kindern überfordert. Sie müssen ständig verfügbar sein, auch nachts. Häufig leiden die Geschwister an der Überforderung der Eltern und fühlen sich an den Rand gedrängt. Für die schwer kranken Kinder ist das Hospiz ein Ort, an dem sie Liebe und Geborgenheit erfahren können. Sie werden zusammen mit den Eltern und Geschwistern aufgenommen. Bei den dafür entstehenden Kosten hilft die Bethe-Stiftung.

### Kinderschutz
Die Bethe-Stiftung fördert Einrichtungen, in denen Kinder und Jugendliche untergebracht werden, die in ihrer früheren Umgebung körperlicher Gewalt und/oder sexueller Misshandlung ausgesetzt waren. Dabei sollen die Förderprojekte auch einen großen Wert auf Prävention und Aufklärung legen. Kinder bräuchten im Gegensatz zu Schlägen, Unterdrückung und Liebesentzug im Besonderen Aufmerksamkeit, Verständnis und Zuwendung.

### Erinnerungskultur
Die Stifter wollten seinerzeit einen Beitrag zum Erhalt der Gedenkstätte Auschwitz-Birkenau leisten. Dabei wollten sie nicht in die bauliche Substanz, sondern in Bildung investieren, indem sie einen Teil der Kosten für Schülerreisen nach Auschwitz und in andere Mordstätten des Nationalsozialismus übernahmen. Seit 2015 fördert die Bethe-Stiftung Fahrten von Schulklassen zu polnischen Gedenkstätten über das Internationale Bildungs- und Begegnungswerk gGmbH in Dortmund.

### Flüchtlinge
Erich Bethe hat das ihm ehemals gehörende Art Fabrik & Hotel in Wuppertal umbauen lassen und beherbergt dort seit November 2015 insgesamt rund 600 Flüchtlinge. Die daraus entstehenden Mieteinnahmen spendet er je zur Hälfte an die Flüchtlingshilfe und an die Kinderhospize, hier besonders an das Kinderhospiz Burgholz. In beiden Fällen arbeitet er mit der Stadt Wuppertal eng zusammen.

### Spendenverdopplung
Mithilfe von Spenden will die Bethe-Stiftung die Arbeit von Kinderhospizen und Einrichtungen im Bereich Kinderschutz unterstützen. Zu diesem Zweck verdoppelt sie aus der Bevölkerung kommende Spenden, um dadurch die Öffentlichkeit auf ihre Arbeit aufmerksam zu machen und um Unterstützung zu bitten.

## Auszeichnungen
- 2007 wurde Bethe mit dem Bundesverdienstkreuz 1. Klasse ausgezeichnet.
- 2011 erhielt er den Ehrenring der Stadt Wuppertal.[7]
- 2012 wurde ihm gemeinsam mit seiner Frau Roswitha Bethe – der Verdienstorden des Landes Nordrhein-Westfalen verliehen.[8][9]
- 2017 wurden er und seine Ehefrau Roswitha Bethe Ehrenbürger der Stadt Bergisch Gladbach.[10]
- 2018 wurde ihm und seiner Frau der Giesberts-Lewin-Preis verliehen.[11]